# Юнь Дай-ин
Юнь Дай-ин (кит. упр. 恽代英я, 12 августа 1895, Учан, Хубэй — 29 апреля 1931, Нанкин, Цзянсу, Китайская республика) — китайский политик, деятель Коммунистической партии Китая (КПК), один из первых лидеров КПК.

## Биография
В 1913 году поступил в частный университет Чжунхуа в Учане, а после его окончания в 1918 году остался там преподавателем.
Участник патриотического движения 4 мая (1919). Член КПК с 1921 года. В 1923—1925 годах — заведующий отделом агитации и пропаганды ЦК Социалистического союза молодёжи Китая и главный редактор журнала «Чжунго циннянь» («Китайская молодёжь»). В 1923 году стал преподавателем в Шанхайском университете.
В 1923—1930 годы занимал ответственные посты в аппарате ЦК КПК. В 1924 году по приказу Гоминьдана способствовал сотрудничеству между КПК и Гоминьданом. В 1925 году он возглавил «Движение 30 мая» в Шанхае.
В 1926 году поступил в Военную академию Вампоа в Кантоне, где стал военным инструктором политотдела, помогая работе Чжоу Эньлая.
В 1926 году — главный политический инспектор военной школы Хуанпу. С 1927 года — член ЦК КПК.
Участник подготовки и проведения Наньчанского восстания 1927 г. и Гуанчжоуского восстания 1927 г.
Был назначен генеральным секретарём кантонского правительства. После провала бежал сначала в Гонконг, а затем в Шанхай. В конце 1928 года руководил пропагандистской работой КПК, организовал периодическое издание «Красное знамя».
Был схвачен в мае 1930 года гоминьдановцами в Шанхае, перевезён в Нанкин и тайно казнён ими. Первоначально ему удалось скрыть свою личность, однако незадолго до запланированного побега его выдал перебежчик Гу Шуньчжан.
Юнь Дай-ин входит в список 100 героев, внесших выдающийся вклад в создание Нового Китая.